# دانيال فاسكيز
دانيال فاسكيز (بالإسبانية: Daniel Vázquez)‏ هو لاعب كرة قدم مكسيكي، ولد في 18 مايو 1995.